# Dick McTaggart
Richard "Dick" McTaggart, född 15 oktober 1935 i Dundee, död 9 mars 2025, var en brittisk (skotsk) boxare.
McTaggart blev olympisk mästare i lättvikt i boxning vid sommarspelen 1956 i Melbourne.